# Peter F. Christiansen

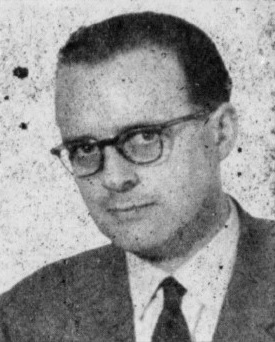
Peter Ferdinand Christiansen (um 1965)

Peter Ferdinand Christiansen (* 22. September 1923 in Tórshavn; † 12. Juni 2012 ebenda) war ein färöischer Politiker der Sambandsflokkurin (SF), der unter anderem zwischen 1966 und 1970 Mitglied des Løgting und von 1970 bis 1975 Stellvertretender Ministerpräsident sowie Minister für Finanzen und Landwirtschaft in der Landesregierung Atli Dam I war.

## Leben
Peter Ferdinand Christiansen, Sohn von Vestina und Peter F. Christiansen, begann nach dem Besuch der Realschule 1939 eine Berufsausbildung an der Handelsschule und war von 1941 bis 1947 Angestellter im Großhandelsunternehmen Landshandlinum. Im Anschluss war er zwischen 1947 und 1999 Direktor von „Dimmalætting“, die bis zur Insolvenz im Herbst 2013 die älteste und größte Tageszeitung der Färöer war. 1965 wurde er erstmals Mitglied des Stadtrates von Tórshavn und gehörte diesem bis 1970 an. Während dieser Zeit wurde er 1968 als Nachfolger von Sigfried Skaale Bürgermeister von Tórshavn und bekleidete dieses Amt bis 1969, woraufhin Hanus við Høgadalsá neuer Bürgermeister wurde.
Zugleich wurde Christiansen am 8. November 1966 für die Unionspartei SF (Sambandsflokkurin) Mitglied des Parlaments (Løgting) und vertrat in diesem bis zum 1970 den Wahlkreis „Suðurstreymoy“. Am 12. Dezember 1970 wurde er in die Landesregierung Atli Dam I und bekleidete in dieser bis zum 11. Januar 1975 die Ämter als Stellvertretender Ministerpräsident sowie Minister für Finanzen und Landwirtschaft. Für seine Verdienste wurde er 1973 zum Ritter Ersten Grades des dänischen Dannebrogordens ernannt. Nach seinem Ausscheiden aus der Landesregierung gehörte er von 1976 bis 1984 erneut dem Stadtrat von Tórshavn als Mitglied an. Des Weiteren war er zwischen 1976 und 1996 auch Mitglied der Filmaufsichtsbehörde (Filmseftirlitinum) und 1984 kurzzeitig stellvertretendes Mitglied des Løgting. Er war mit Paula Solvejg Abrahamsen verheiratet.